# Rothenberg (Oberzent)
Rothenberg – dzielnica miasta Oberzent w Niemczech, w kraju związkowym Hesja, w rejencji Darmstadt, w powiecie Odenwald. Do 31 grudnia 2017 gmina, połączona następnego z dnia z miastem Beerfelden oraz gminami Hesseneck oraz Sensbachtal. 30 czerwca 2013 jako gmina liczyła 2 282 mieszkańców.